# 32 أولد سليب
32 أولد سليب (بالإنجليزية: 32 Old Slip)‏ هي ناطحة سحاب تقع في الحي المالي بمدينة نيويورك. أنجزت في عام 1987، ويتكون المبنى من 36 طابق، وقد شيد على ارتفاع 575 قدماً (175.26 متر) ومساحة 107.900 متر مربع وتعد مقر كل من كنفين، المجموعة العالمية الأمريكية، غولدمان ساكس، المكتب الإقليمي لنيويورك ومكتب تعداد الولايات المتحدة، أما الطوابق الأرضية فتشغلها فرقة إنجن الرابعة وفرقة لادر الخامسة عشر التابعتين لقسم الإطفاء في مدينة نيويورك.

## المبنى
لقد اعتمد في إنشاءها على أسلوب عمارة ما بعد الحداثة، وتحتوي على واجهة ذات جدار ستائري، وتتضمن الجوانب الأربعة منه كل من الجرانيت وزجاج ملون من الفضة يشكلون القاعدة، وفي أعلى المبنى تصبح على شكل متمن.
وتتراوح مساحات الطوابق ما بين 23,404 و38,750 قدم مربع للتأجير، بمجموع 1,161,435 قدم مربع للتأجير. ويتألف كل طابق من مساحات داخلية بدون أعمدة، وردهة بطول 40 قدماً (12.29 متر).
كما تتألف من 26 مصعدا في الخدمة، ومرآب للسيارات تحت الهيكل، ويتميز الطابق الأرضي والجزء الخلفي من المبنى برواق معمد مملوك للقطاع الخاص وساحة حضرية.

## التاريخ
لقد لحقت به أضرار كبيرة بسبب الآثار الناجمة عن إعصار ساندي سنة 2012 مما نتج عنه انخفاض قيمته السوقية بنسبة 21.6 % (65.7 مليون دولار) مقارنة بعام 2011، وفي 2013 بدأت أشغال الإصلاحات لإضافة وتحسين حواجز الفيضان والمضخات وأنظمة شبكات الأنابيب إلى حال أفضل ومقاومة للعواصف المقبلة.

## وصلات خارجية
- الموقع الرسمي